# Димитър Георгиев (полицай)
Димитър Здравков Георгиев е български служител в МВР, заместник-министър на МВР и председател на ДАНС (2015 – 2021).

## Биография
Завършва Висше транспортно училище със специалност „машинен инженер“ и втора специалност „счетоводство и контрол“ в Югозападен университет „Неофит Рилски“.
Постъпва на работа в МВР след промените в България от 10 ноември 1989 г., като от октомври 1993 г. до ноември 2005 г. е на работа в Национална служба „Сигурност“ в МВР по линия на противодействие на икономически и финансови престъпления. От 2002 г. до ноември 2005 г. е полицейски комисар, след което до ноември 2006 г. е съветник на главния секретар на МВР. От ноември 2006 г. до януари 2011 г. е директор на дирекция „Международно оперативно полицейско сътрудничество“ в МВР.
От 11 януари 2011 г. до 28 май 2013 г. е заместник-министър на вътрешните работи (на Цветан Цветанов), назначен от тогавашния премиер Бойко Борисов.
По време на правителството на Пламен Орешарски напуска системата на МВР и работи в частния сектор като консултант по въпросите на сигурността на Телекомуникационна компания „Глобул“. От 18 ноември 2013 г. е член на съвета на директорите на „Метрополитен“ ЕАД. От 1 май 2014 г. е директор по сигурността на телекомуникационната компания с новото име „Теленор България“.
С указ на президента на РБ Росен Плевнелиев от 18 март 2015 г., по предложение на второто правителство на ПП ГЕРБ с премиер Бойко Борисов, Димитър Георгиев е назначен за председател на ДАНС. Освободен е с указ на президента Румен Радев на 26 май 2021 г.

## Скандали с личността и ръководството на ДАНС
На 2 април 2014 г. при катастрофа до входа на Ловния парк в София загива синът на Георгиев, Юлиян, който се врязва по тъмно с мотора си в кола, завиваща наляво през лентите за насрещно движение, като отнема предимството на мотоциклетиста. Причинител на катастрофата е собственикът на пицарии „Виктория“ Георги Илиев. В хода на съдебните заседания се установява, че мотоциклетистът Юлиян Георгиев се е движел със скорост над 120 км/ч, много над разрешеното ограничение от 50 км/ч, след употреба на канабис, а също така е нямал право да управлява мотоциклет от този клас поради ненавършени 21 години. Поради тези обстоятелства той е и съпричинител на произшествието.
В края на април 2016 г. става ясно, че ръководен служител в ДАНС е изнасял секретни документи чрез бивш доброволен сътрудник на службата, който ръководел (като с тях показвал и доказвал пред търговци), че са разработвани от службата и ги шантажирал, т.е. изнудвал „доброволно да се откупват“, за да си нямат проблеми и неприятности.
Месец, след като е освободен от длъжност като председател на ДАНС от служебното правителство на министър-председателя Стефан Янев, Георгиев е арестуван за бракониерство на 20 юли 2021 г. по време на незаконен нощен лов заедно с още трима бракониери. При задържането им у тях са намерени 4 ловни карабини и отстреляно диво прасе. Обяснението на Георгиев и останалите е, че прасето куцало и тъй като е болно, можело да зарази останалия дивеч.

## Допълнителни квалификации
Специализирал е в областта на сигурността в Академията на МВР, в САЩ, Великобритания, Испания, Унгария, Гърция, Германия, Нидерландия.